# Richard Leigh
Richard Leigh (16 de agosto de 1943 - 21 de novembro de 2007) foi um romancista e contista, nascido em New Jersey, EUA de pai inglês e mãe americana, que passou a maior parte de sua vida no Reino Unido. Leigh ganhou um BA da Universidade de Tufts, um curso de mestrado da Universidade de Chicago, e um Ph.D. da Universidade Estadual de Nova York em Stony Brook.

## Livros

### Escritos comMichael Baigent
- The Temple and the Lodge ISBN 0-552-13596-8
- The Dead Sea Scrolls Deception
- The Elixir and the Stone: The Tradition of Magic and Alchemy
- Secret Germany: Claus Von Stauffenberg and the Mystical Crusade Against Hitler
- The Inquisition

### Escritos comMichael BaigenteHenry Lincoln
- The Holy Blood and the Holy Grail, 1982, UK ISBN 0-09-968241-9
- U.S. paperback: Holy Blood, Holy Grail, 1983, Dell. ISBN 0-440-13648-2
- The Messianic Legacy